# Bruno Barranco
Bruno Ignacio Barranco (Buenos Aires, Argentina, 13 de marzo de 1997) es un futbolista argentino. Juega como delantero y su equipo es el Reggina 1914 de la Serie D de Italia. Se inició en el Club Ferro Carril Oeste de la Primera B Nacional de Argentina, donde disputó 44 partidos y convirtió 5 goles entre 2016 y 2019.

## Trayectoria

### Inferiores
Realizó todas las categorías formativas en el Club Ferro Carril Oeste, donde en su último año con la cuarta división terminó como goleador del equipo. En dicho torneo en el que le marcó dos goles a Vélez en el clásico disputado en Pontevedra por la Zona Campeonato. Sobre su último año en la cuarta categoría dijo;
```
“Fue un año muy lindo en lo personal porque fui parte de un grupo increíble, que además fue competitivo durante todo el torneo”
.
```

### Ferro
El entrenador Gustavo Coleoni lo convoca a entrenar con primera el 3 de noviembre de 2016 en Caballito, Barranco cuenta en una nota como se enteró de que iba a formar parte del plantel;
```
“El martes, cuando estábamos haciendo la entrada en calor y se suspendió el partido de reserva ante Chacarita me sorprendieron con la noticia”.
[
3
]
```

En el Campeonato de Primera B Nacional 2016-17 tenía por delante delanteros de mucha experiencia y renombre como Luis Salmerón y Gonzalo Castillejos. Concentró por primera vez un mes después de integrar el plantel, el 3 de diciembre de 2016 por el encuentro entre Ferro y Atl. Paraná, partido que termina en empate sin goles, Barranco integró el banco pero no tuvo la posibilidad de disputar ningún minuto. De todas formas su debut no se haría esperar, dado que el 9 de diciembre de 2016 volvió a integrar el banco de suplentes en el partido entre Ferro y Brown de Adrogué e ingresó a los 20 minutos del segundo tiempo por José Vizcarra, el partido terminó empatado sin goles. Su primer gol se lo convierte a Atl. Paraná en el partido disputado el 4 de julio de 2017 en el partido que Ferro termina ganando 2 - 1. El 15 de julio de ese año firma su primer contrato como profesional por 3 años hasta el 30 de junio del 2020. En la pretemporada siguiente es convocado para integrar la misma, siendo que es la primera que realiza como profesional, compartiendo plantel con una gran lista de jugadores salidos de las inferiores de Ferro 

### Nogometni Klub
En enero de 2020, tras no lograr la continuidad en Ferro, Barranco fue transferido a préstamo a Nogometni Klub Krsko, de Eslovenia.

### Olympiakos Volou
El 25 de septiembre de 2020, se anunció su transferencia al Olympiakos Volou griego.

### Italia
Con el beneficio de su pasaporte italiano, Barranco se unió al ASD Verbano en 2021. La temporada siguiente se integró al Stresa Vergante de la Serie D.
En 2023 pasaría al US Albenga de la Serie D y en diciembre de ese año al Folgore Caratese. En julio de 2024, pasa al Reggina 1914 de la Serie D.

## Estadísticas
Actualizado al último partido disputado el 11 de enero de 2023
| Club                         | Div.          | Temporada     | Liga  | Liga  | Copas nacionales | Copas nacionales | Copas internacionales | Copas internacionales | Total | Total |
| Club                         | Div.          | Temporada     | Part. | Goles | Part.            | Goles            | Part.                 | Goles                 | Part. | Goles |
| ---------------------------- | ------------- | ------------- | ----- | ----- | ---------------- | ---------------- | --------------------- | --------------------- | ----- | ----- |
| Ferro Carril Oeste Argentina | 2.ª           | 2016-17       | 9     | 2     | —                | —                | —                     | —                     | 9     | 2     |
| Ferro Carril Oeste Argentina | 2.ª           | 2017-18       | 17    | 2     | —                | —                | —                     | —                     | 17    | 2     |
| Ferro Carril Oeste Argentina | 2.ª           | 2018-19       | 14    | 1     | —                | —                | —                     | —                     | 14    | 1     |
| Ferro Carril Oeste Argentina | 2.ª           | 2019-20       | 7     | 0     | —                | —                | —                     | —                     | 7     | 0     |
| Ferro Carril Oeste Argentina | Total club    | Total club    | 47    | 5     | 0                | 0                | 0                     | 0                     | 47    | 5     |
| Doxa Drama · Grecia          | 2.ª           | 2020-21       | 20    | 0     | 0                | 0                | —                     | —                     | 20    | 0     |
| Doxa Drama · Grecia          | Total club    | Total club    | 20    | 0     | 0                | 0                | 0                     | 0                     | 20    | 0     |
| Stresa Vergante · Italia     | 4.ª           | 2022-23       | 19    | 7     | 1                | 0                | —                     | —                     | 20    | 7     |
| Stresa Vergante · Italia     | Total club    | Total club    | 19    | 7     | 1                | 0                | 0                     | 0                     | 20    | 7     |
| Total carrera                | Total carrera | Total carrera | 86    | 12    | 1                | 0                | 0                     | 0                     | 87    | 12    |